# 倉敷天文台

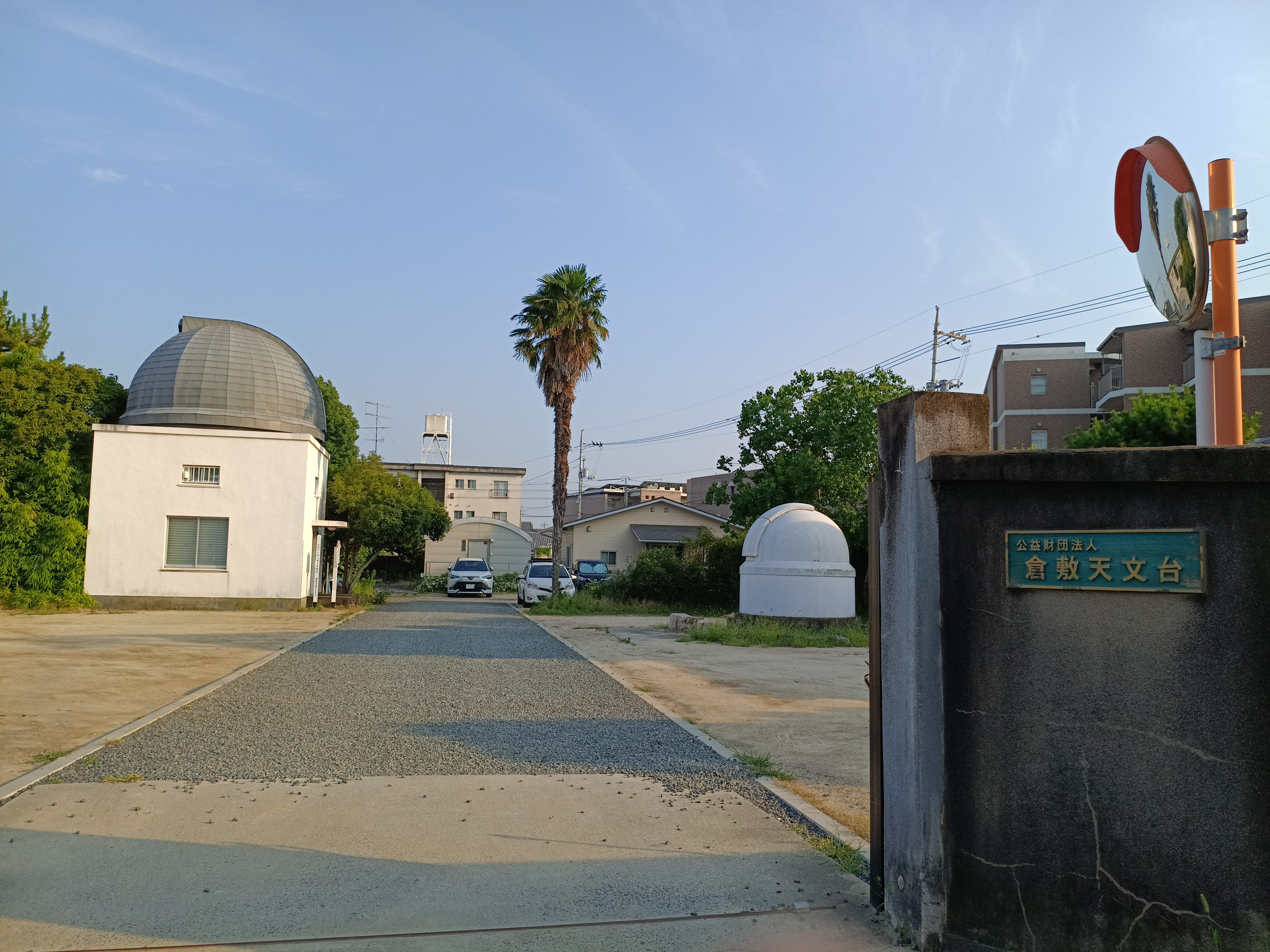
倉敷天文台（2025年7月）

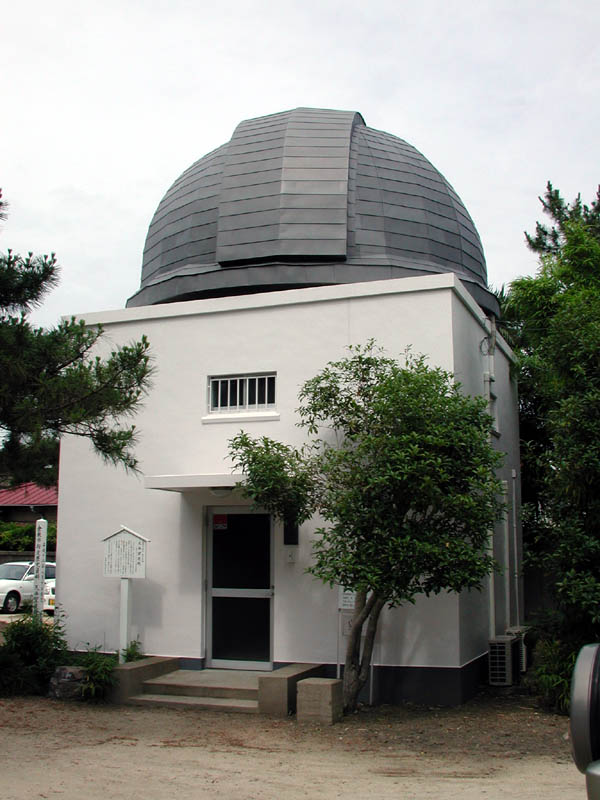
倉敷天文台のドーム

公益財団法人倉敷天文台（こうえきざいだんほうじんくらしきてんもんだい）は、岡山県倉敷市中央にある民間天文台。

## 概要
1926年（大正15年）11月21日に設立された日本初の民間天文台である。市民への天文学の普及を説いた京都大学教授の山本一清、岡山県内で活躍していたアマチュア天文家の水野千里らの運動により、実業家の原澄治が私財を投じて設立した。
倉敷天文台に設置された天体望遠鏡（イギリス・ホルランド社製、カルバー望遠鏡、32センチメートル反射望遠鏡）は、2000年（平成12年）に倉敷市指定重要文化財（歴史資料）に指定されている。
また、観望会（設立当時の名称は「天文講演会」）が開催されたスライディングルーフ観測室は、2001年（平成13年）に国登録有形文化財（建造物）に登録された。なお、スライディングルーフ観測室は、2013年（平成25年）に倉敷天文台からライフパーク倉敷（倉敷科学センター）敷地内（岡山県倉敷市福田町）に移築されている。
倉敷天文台及び移築された旧倉敷天文台スライディングルーフ観測室は、「倉敷天文台と関連遺産」の名称で2023年度第6回日本天文遺産に認定された。
倉敷天文台敷地内には1952年（昭和27年）に5メートルドームを備えた建物が建造されており、原澄治と本田實（後述）を記念して「原澄治・本田實記念館」の名で公開されている。
- 設置者　公益財団法人倉敷天文台[1]
- 開設日　1926年（大正15年）11月21日[1]
- 所在地　〒710-0046 岡山県倉敷市中央2丁目19-10
- 公開日　月・水・金曜日（観望会は日没後約2時間、記念館は13:00～17:00、無料、要予約）
- 主設備　31.5cm反射望遠鏡（主鏡は木辺成麿氏の研磨、赤道儀は旭精光研究所製）など

## 歴史

### 設立
京都大学の山本一清は京都天文台天文同好会の創立者であり、水野千里に対して気象条件の良い岡山付近に天文台を設けたいとの意向を述べていたが、純学術的な施設であったため容易に寄付金は集まらなかった。天文同好会の岡山支部は、1925年（大正14年）2月28日に原澄治ら7名を天文台設立委員としたが、当時は財界不況のため篤志家からの資金もなかなか得られなかった。1926年4月9日に山本一清が倉敷で講演した後、原澄治は望遠鏡を個人で買い入れて天文同好会に寄付する意思を伝達し、イギリスから望遠鏡を購入して同年10月9日には倉敷に運ばれた。
それまでの日本の天文台はすべて官立で、水野千里は大正初期の状況について、東京天文台は紹介者が無かったため観測を許されず、水沢緯度観測所は一般参観が許されず（水野は木村所長の厚意により所内を見学）、京都天文台では毎週月曜日夜に100人に限り参観を許していたが、神戸海洋気象台では土曜日の午後に参観はできたものの夜分は入れなかったため一般の者は屈折望遠鏡の使用はできず制限があったと述べている。

### 本田實と倉敷天文台
倉敷天文台は天文普及だけでなく観測実績でも知られるようになったが、そのきっかけは1941年（昭和16年）に天文台に着任した本田實の功績が大きい。本田は彗星12個、新星11個を発見している。本田は1981年（昭和56年）からは観測の中心を賀陽町（現・吉備中央町）に開設した星尋山荘に移行した。
倉敷天文台では地元の市民や自治体の支援も得て保存活動や普及活動が継続されている。

## 交通アクセス
- 山陽本線倉敷駅の南口からまっすぐ南下し、15分ほど歩くと西側に岡山大学資源植物科学研究所がある。研究所の北側の道を西へ入り、しばらくすると北側にドームが見える。
- 市営の中央駐車場（倉敷市立美術館、倉敷市立図書館中央図書館に隣接）から徒歩1分